# Gmina Kłodawa (Powiat Kolski)
Die Gmina Kłodawa ist eine Stadt-und-Land-Gemeinde im Powiat Kolski der Woiwodschaft Großpolen in Polen. Ihr Sitz ist die gleichnamige Stadt mit etwa 6450 Einwohnern.
Die Gemeinde grenzt im Südosten an die Woiwodschaft Łódź. Die Kreisstadt Koło liegt etwa 15 Kilometer westlich.

## Gliederung
Die Stadt-und-Land-Gemeinde Kłodawa besteht aus folgenden Ortschaften:
| Name                      | deutscher Name (1940–1945) |
| ------------------------- | -------------------------- |
| Bierzwienna Długa         | Dornhecken                 |
| Bierzwienna Długa-Kolonia | Birkenau                   |
| Bierzwienna Krótka        | Dornhofen                  |
| Cząstków                  | Kirschenhof                |
| Dąbrówka                  | Talsee                     |
| Dębina                    | Deutscheichen              |
| Dzióbin                   |                            |
| Głogowa                   | Ebenheit                   |
| Górki                     | Schildberg                 |
| Janczewy                  | Neu Langfelde              |
| Kobylata                  | Stuttfeld                  |
| Kęcerzyn                  | Sandhöhe                   |
| Kłodawa                   | Tonningen                  |
| Korzecznik                |                            |
| Krzykosy                  | Vogelweide                 |
| Łążek                     | Moorwinkel                 |
| Leszcze                   | Haselbach                  |
| Luboniek                  | Liebenau                   |
| Okoleniec                 | Ackerhof                   |
| Podgajew                  | Podgajew                   |
| Pomarzany Fabryczne       | Hamm                       |
| Rgielew                   | Rosenberg                  |
| Rycerzew                  | Ritterhain                 |
| Rysiny                    | Oberweiden                 |
| Rysiny-Kolonia            | Unterweiden                |
| Słupeczka                 | Kleefelden                 |
| Straszków                 | Lehmhofen                  |
| Wólka Czepowa             | Wartheim                   |
| Zbójno                    | Mühlheim                   |